# Lasioglossum ocellare
Lasioglossum ocellare är en biart som först beskrevs av Michener 1980.  Lasioglossum ocellare ingår i släktet smalbin, och familjen vägbin. Inga underarter finns listade i Catalogue of Life.